# Salix × argentinensis
Salix × argentinensis, denominado comúnmente sauce híbrido, sauce mestizo o sauce argentino, es una entidad biológica híbrida perteneciente al género Salix. 

## Taxonomía
Salix x argentinensis fue descrito originalmente en el año 1958 por el ingeniero agrónomo argentino Arturo Enrique Ragonese y su connacional Florentino Rial Alberti. Decidieron otorgarle una aglutinante denominación científica a un enjambre de híbridos producidos por las mismas dos especies parentales, ya que, si bien no constituyen una entidad estabilizada desde el punto de vista citológico, al ser siempre multiplicados de forma agámica, mantienen indefinidamente sus características morfológicas de manera invariable.
Holotipo
El ejemplar holotipo designado es el catalogado como: BAB00000633. Se encuentra depositado en el herbario del Instituto de Recursos Biológicos (BAB) del Centro de Recursos Naturales del Instituto Nacional de Tecnología Agropecuaria (INTA), ubicado en la localidad de Castelar, provincia de Buenos Aires, Argentina. Se dispuso el cultivo de un clon del ejemplar tipo en el Jardín botánico Arturo E. Ragonese, con la identificación n.º 6975.
Localidad tipo
La localidad tipo referida es: “Pasaje Talavera, en el delta del río Paraná, provincia de Buenos Aires, Argentina”.
Etimología
Etimológicamente el término genérico Salix refiere al mismo vocablo en latín con que se conocía a los sauces, sus ramas y madera. El epíteto específico argentinensis es un topónimo que refiere al país en el cual fue descubierta y estudiada dicha hibridación natural: la República Argentina.

## Descripción general
Este híbrido es un árbol con una altura de entre 6 y 25 m; la copa posee ramas extendidas; el tronco está recubierto por corteza dispuesta en irregulares placas alargadas, las que en ocasiones exhiben marcada rugosidad. Las hojas son pecioladas, con el área basal pilosa en grado variable, el resto es glabra; su forma es oblonga-lanceolada o linear-lanceolada, el margen es aserrado-glanduloso; tiene hojas turionales con estípulas muy variadas, que pueden ser desde pequeñas hasta grandes. Sobre diminutos y hojosos braquiblastos laterales se disponen amentos cilíndricos, con longitudes de entre 1,5 y 7 cm en el caso de los masculinos (que portan 2-4 estambres por cada flor), siendo la longitud de los femeninos de entre 1,8 y 3,5 cm; el ovario es casi sésil o escuetamente estipitado; tiene 1-2 nectarios; las semillas presentan vilano. Su madera es blanquecina-rosada, salvo un cultivar (Mestizo Pereyra) que posee duramen acentuadamente rojizo.

## Historia
El sauce criollo o sauce colorado (S. humboldtiana) es la única especie del género Salix nativa de Sudamérica, siendo abundante en la zona del delta del río Paraná (centro-este de la Argentina). El sauce llorón (S. babylonica), en cambio, es nativo de Asia oriental, siendo masivamente cultivado en dicho delta, si bien su multiplicación es solo asexual, por estacas del omnipresente pie femenino.
El sauce híbrido (Salix x argentinensis) se originó espontáneamente en el delta del Paraná, mediante múltiples cruces entre ejemplares silvestres masculinos diploides (2n= 38 cromosomas) del sauce criollo, con especímenes cultivados femeninos tetraploides (2n= 76 cromosomas) del sauce llorón. En esta región los sauces disponen de condiciones ideales para su crecimiento, con abundante disponibilidad hídrica, por encontrarse la napa freática muy próxima a la superficie, por gozar de un régimen de precipitaciones generoso, a lo que se le suma las frecuentes inundaciones, que representan una suerte de riegos generalizados, todo ello permite tener el perfil completo del suelo siempre húmedo.
Los habitantes de las islas del delta encontraron individuos de estos sauces creciendo vigorosos en estado silvestre —gracias al gran aporte extra representado por el vigor híbrido—; seleccionaron algunos para incorporarlos a sus forestaciones, designándoles nombres vernáculos informales. Esto fue prontamente descubierto por Arturo Ragonese y Florentino Rial Alberti, los que se vieron en el doble desafío de dilucidar sus posibles nombres científicos y su verdadero origen.Por ello emprendieron distintas exploraciones por gran parte del territorio insular deltaico del río Paraná, así como también por el área próxima a la ciudad argentina de Santa Fe. Todo este trabajo dio como resultado el hallar 8 cultivares de estos sauces, 5 de ellos eran femeninos y 3 masculinos. Luego de investigar sus caracteres morfológicos, requirieron de la ayuda del ingeniero agrónomo Juan Héctor Hunziker, un especializado genetista y citólogo, quien estudió a los tres cultivares masculinos; este investigador descubrió que el trío presentaba manifestaciones inequívocas de su origen híbrido, junto con rasgos intermedios entre las dos especies progenitoras. Esto permitió a Ragonese y Rial Alberti describir a estos cultivares híbridos con un nombre científico binominal. Para demostrar que eran resultado de la hibridación de criollo con llorón, realizaron ese cruce en condiciones controladas, obteniendo sauces que estudiaron en conjunto con Hunziker, verificando que tenían las mismas características que los híbridos naturales, resolviendo así, en forma definitiva y fehaciente, su verdadero origen.

## Cultivares
Al momento de su publicación, fueron descritos en detalle 8 cultivares, a los que, como recomienda la entidad rectora en salicáceas —la Comisión Internacional del Álamo—, se les asignó un nombre vulgar (escrito entre comillas), relacionado generalmente con el nombre común con los que son conocidos, con el apellido de las personas que los dieron a conocer y de los establecimientos donde fueron ensayados.
Cultivares masculinos
Los tres híbridos masculinos son triploides (2n= 57 cromosomas), presentan polen de pobre fertilidad, presencia de univalentes y meiosis irregular.

### Salixxargentinensiscv. “Híbrido”
El sauce híbrido es una cruza natural masculina originada en el delta del Paraná. Es un árbol vigoroso, de porte algo flexuoso, de tronco retorcido, horquillado, con ritidoma precoz, de 15 a 20 metros de altura, corteza oscura, rugosa, con surcos profundos; ramitas semipéndulas; hojas glabras, acuminadas, oblongo-lanceoladas o estrechamente linear-lanceoladas de 7 a 17 cm de largo por 5 a 14 mm de ancho, de color verde en el haz y glaucescentes en el envés; estípulas pequeñas. Posee siempre 2 estambres. Tiene madera de buena calidad pero algo coloreada. Es un forestal muy rústico, de excelente comportamiento en terrenos gredosos y anegados, con buen rebrote de cepa luego del turno de corte; logra buenos incrementos diametrales sobre suelos fértiles; es muy resistente a la antracnosis y al ataque de roedores (gracias a su corteza hendida). En el delta del Paraná posee un prolongado período de crecimiento: de agosto a junio. De todos los cultivares de Salix x argentinensis este está entre los que peor fuste presenta.

### Salixxargentinensiscv. “Mestizo”
El sauce mestizo es una cruza natural masculina originada en el delta del Paraná. Es un árbol de bella forma, con fuste derecho con ritidoma precoz en pequeñas placas que fácilmente caen. Posee generalmente 2 estambres aunque pueden presentarse también con 3 y 4. Es más delicado respecto a suelos respecto a otros cultivares. Según Domingo Cozzo, en su formación también podría haber participado el sauce-álamo (Salix alba cv. “calva”). De todos los cultivares de Salix x argentinensis este está entre los que mejor fuste presenta y de todos es el que más tempranamente pierde su follaje en el otoño; la caída final del follaje ocurre entre el 24 de junio y el 3 de julio. En promedio, del 14 al 18 de agosto comienza a brotar luego del receso invernal, siendo entre el 17 y el 22 de dicho mes la aparición de los primeros amentos. Su madera es rosada.

### Salixxargentinensiscv. “Mestizo Pereyra”
El sauce mestizo Pereyra o sauce mestizo cascarudo es una cruza natural masculina originada en el delta del Paraná. Tiene porte recto, excelente fuste, poco ramificado, de 15 a 25 metros de altura, corteza muy rugosa, con surcos profundos; ramitas semipéndulas; hojas linear-lanceoladas, aserradas, de 8 a 22 cm de largo por 5 a 22 mm de ancho, de color verde en el haz y glaucescentes en el envés; estípulas grandes. Posee generalmente 2 estambres aunque pueden presentarse también con 3 y 4. Tiene madera de duramen rojizo. Es un forestal rústico, de muy buen comportamiento en terrenos anegados, que tuvo una mediana difusión en las áreas del delta del Paraná que se sitúan en los alrededores de la ciudad de Campana y en las islas que marginan al canal Alem. De todos los cultivares de Salix x argentinensis este está entre los que mejor fuste presenta.
Cultivares femeninos

### Salixxargentinensiscv. “Híbrido Galvete”
El sauce negro es un híbrido natural femenino originado en el delta del Paraná, específicamente en la quinta de los señores Galvete, sobre el pasaje Talavera.

### Salixxargentinensiscv. “Híbrido Santafecino”
El  sauce Santafecino debe su nombre al hecho de haber sido seleccionado en la provincia argentina de Santa Fe.

### Salixxargentinensiscv. “Mestizo Amos”
El sauce mestizo Amos o sauce Amos es un híbrido natural femenino originado en el delta del Paraná. Es un árbol de fuste recto a algo sinuoso, corteza canela, con ritidoma ligeramente hendido, de 6 a 15 metros de altura; ramitas suberectas; hojas linear-lanceoladas de 6 a 15 cm de largo por 8 a 15 mm de ancho, con borde aserrado y color verde en el haz y glaucescentes en el envés; estípulas medianas. Tiene madera bastante clara, de buena calidad. Es un forestal rústico, de muy buen comportamiento en terrenos anegados, con abundante maleza; resistente el ataque de roedores. De todos los cultivares de Salix x argentinensis este está entre los que mejor fuste presenta.

### Salixxargentinensiscv. “Llorón”
El sauce híbrido llorón es un híbrido natural femenino originado en el delta del Paraná. De todos los cultivares de Salix x argentinensis este está entre los que peor fuste presenta. En promedio, el 13 de agosto comienza a brotar luego del receso invernal, siendo el 20 de dicho mes la aparición de los primeros amentos. La caída final del follaje ocurre el 8 de julio.
Cultivar femenino o andrógino

### Salixxargentinensiscv. “Mestizo Usoz”
El sauce mestizo Usoz o sauce Usoz es un híbrido natural femenino o andrógino originado en el delta del Paraná, específicamente en la isla del señor Alejandro Fernández. Las primeras cepas fueron colectadas allí por el señor Usoz, quien inició su plantación en el año 1928 y su posterior difusión.
Tiene porte recto con pocas ramificaciones, de 15 a 25 metros de altura, corteza gris-pardusca, con surcos suaves; ramitas subrectas; hojas acuminadas, linear-lanceoladas de 9 a 15 cm de largo por 7 a 17 mm de ancho, con borde aserrado-glanduloso y color verde en el haz y levemente glaucescentes en el envés; estípulas diminutas. Posee ovario de base pilosa y, en ocasiones, amentos andróginos con flores aberrantes. Tiene madera de buena calidad, de albura blanquecina y duramen rosado. Es un forestal vigoroso, de muy buen comportamiento en terrenos firmes y ya asentados, donde otorga gran producción, fue muy implantado en la cuarta sección del delta del Paraná. De todos los cultivares de Salix x argentinensis este está entre los que mejor fuste presenta y de todos es el que más tardíamente pierde su follaje en el otoño.
Cultivares de descripción posterior

### Salixxargentinensiscv. “Lazarín”
Entre los cultivares de híbridos, que supuestamente se originan de los mismos parentales que producen a Salix x argentinensis, se encuentra el sauce Lazarín, extendido por el sector deltaico bonaerense-entrerriano, siendo el único de los cultivares en ser incluido, para ambas provincias, en el Régimen de Promoción de Plantaciones forestales que ofreció el estado nacional argentino en el año 1995. Su nombre alude al apellido de una familia con varias generaciones de forestadores en el Delta de Campana.

## Usos
Frente a la marcada declinación que hacia mediados del siglo XX había sufrido en el delta del río Paraná las forestaciones del clon allí más cultivado —el sauce-álamo (Salix alba cv. “calva”)—, en el año 1953 se inició un plan de mejoramiento de sauces, con sede en el Centro Nacional de Investigaciones Agrícolas (CNIA), en la localidad de Castelar (provincia de Buenos Aires, Argentina) perteneciente al INTA. Entre los sauces estudiados se encontraban todos los cultivares de Salix x argentinensis. Lamentablemente, varios de ellos resultaron muy afectados por una roya que daña severamente su follaje. Su vulnerabilidad le habría sido conferida por el pie femenino progenitor, el de sauce llorón, el cual es intensamente atacado. Se especuló que si el cruce hubiese sido inverso (polen de llorón fecundando a criollo) habría más cultivares resistentes a esta plaga.
Salix x argentinensis fue tradicionalmente cultivado de manera asidua en la región del delta paranaense, para la conformación de macizos forestales con fines maderables, en turnos de corte de algo más de 10 años, gracias a la facilidad de su propagación vegetativa, la cual posibilita que cada clon híbrido pueda ser multiplicado masivamente, conservando sus atributos positivos de manera inalterable. Salix humboldtiana suele ser despreciado por la industria de la pasta de celulosa debido a la coloración rojiza de su duramen, la que, por la necesidad de blanqueo, encarece el proceso de elaboración del papel, en la cual la blancura del leño es un factor fundamental. De la misma manera, esta desvalorización alcanza también a los cultivares de su híbrido, Salix x argentinensis que poseen en general madera blanco-rosada, color que incluso se acentúa aún más en el cultivar “Mestizo Pereyra”, que la posee decididamente rojiza. La mezcla de la pasta producida en la empresa Papel Prensa apenas se componía en un 1 % de madera de Salix x argentinensis. Su madera, inolora, blanda y liviana, se destina también a usos sólidos, tanto laminada o debobinada, como torneada y aserrada; se utiliza como materia prima para la elaboración de tableros de partículas aglomeradas, en la fabricación de fósforos, mondadientes, muebles rústicos, construcciones livianas, etc. Pero la industria que demanda en mayor grado su madera es la de cajonería, para la confección de envases no retornables, como cajones de fruta, embalajes, cajas y otras estructuras protectoras, etc., los que se destinan a contener y proteger productos industriales. Sin embargo, la silvicultura con cultivares de Salix x argentinensis fue siendo relegada a medida que se introdujeron y diseminaron en vasta escala, otros híbridos y clones de cualidades superiores, que cumplían con todos los criterios de selección buscados: madera blanco-cremosa de excelente aptitud tecnológica, veloz incremento volumétrico, buena tolerancia a períodos prolongados de anegamiento, adecuada calidad de forma (fuste recto y único por fuerte dominancia apical, con escasas ramas y desrame natural), así como una sanidad mejorada, definida como una mayor resistencia a afecciones corticales y enfermedades causantes de daños foliares: Marssonina salicicola, Cercospora y, en especial, a la grave patología criptogámica conocida como roya del sauce (Melampsora), un tipo de hongo basidiomiceto que produce antracnosis. Entre estos, destacan los potentes rebrotes del clon Salix babylonica var. sacramenta `Soveny Americano´, del clon `Barrett 13-44 INTA´—híbrido entre S. matsudana y sauce blanco (S. alba)—, los de sauces híbridos `Ragonese 131-25 INTA´ (masculino) y `Ragonese 131-27 INTA´ (femenino) —fruto de la cruza entre un pie masculino de S. alba y uno femenino de sauce llorón (S. babylonica)— y los clones de cruzamientos de individuos destacados de S. alba, S. matsudana y S. nigra —`Agronales INTA-CIEF´, `Géminis INTA-CIEF´, `Ibicuy INTA-CIEF´, `Lezama INTA-CIEF´, `Los Arroyos INTA-CIEF´ y `Yaguareté INTA-CIEF´—.